# Franco De Piccoli
Franco De Piccoli (ur. 29 listopada 1937 w Wenecji) – włoski bokser kategorii ciężkiej, mistrz olimpijski z 1960.
Na letnich igrzyskach olimpijskich w 1960 w Rzymie zwyciężył w wadze ciężkiej (ponad 81 kg), wygrywając w finale z Danielem Bekkerem ze Związku Południowej Afryki przez nokaut w 2. rundzie.
Był amatorskim mistrzem Włoch w latach 1959 i 1960.
Walczył jako bokser zawodowy w latach 1960-1966, wygrywając 37 z 41 walk. Nie stoczył walki o tytuł mistrza świata ani Europy.